# Фолкнер, Элли
Элли Фолкнер (англ. Ellie Faulkner; род. 5 января 1993 года, Шеффилд) — британская спортсменка по плаванию. Специализировалась в плавании вольным стилем на дистанции 800 метров и эстафетах 4х200 м.

## Биография
В первых Юношеских Олимпийских играх в Сингапуре в 2010 году выиграла бронзу в заплыве на 400 м вольным стилем.
Участница летних Олимпийских игр 2012 года, где заняла 22-е место на дистанции 800 метров, не пройдя отбор в финал.
В Играх Содружества дебютировала в Англии в Глазго 2014, где она в команде страны выиграла бронзовую медаль в эстафете 4х200 м вольным стилем.
Представляла Великобританию на летних Олимпийских играх 2016 года и юношеских Олимпийских играх.
На Gold Coast 2018 она завоевала три бронзовые медали: в заплывах 400 м вольным стилем, 4х100 м вольным стилем и 4х200 м вольным стилем.
В апреле 2018 года выиграла бронзовую медаль на Играх содружества.
В сентябре 2018 года заявила о завершении своей спортивной карьеры, длившейся более 10 лет.

## Личный рекорд
- 200 метров вольным стилем: 1:58,39
- 400 метров вольным стилем: 4:07,25
- 800 метров вольным стилем: 8:27,11